# Salon d'Apollon
Le salon d'Apollon (ou salle du Trône) est une pièce du château de Versailles, tenant son nom du plafond de La Fosse représentant Apollon sur son char.
Le salon communique à l'ouest avec le salon de la Guerre et à l'est avec le salon de Mercure.

## Localisation
Le salon d'Apollon est situé au premier étage du château de Versailles, dans le Grand Appartement du Roi. Il communique avec les salons de Mercure et de la Guerre.

## Histoire
Servant de chambre du roi de 1673 à 1682 puis de salle du trône dès que le Roi et la Cour s'installèrent à Versailles, le roi y accordait ses audiences ordinaires. Le salon était également réservé à la danse lors des soirées d'appartement.

## Décorations

### Plafond de La Fosse
Le salon d'Apollon est dédié au dieu grec, dieu du soleil, auquel Louis XIV s'identifiait. Commandé par le roi, le plafond est une peinture de Charles de La Fosse qui représente le dieu Apollon sur son char traîné par quatre coursiers. Il est accompagné par les figures de la France, la Magnanimité et la Magnificence et le Cortège des saisons figurées par Flore, Cérès, Bacchus et Saturne au centre.
Les voussures représentent Porus conduit devant Alexandre (au nord), Coriolan levant le siège de Rome à la demande de sa mère (à l’est), Vespasien faisant élever le Colisée à Rome (au sud) et Auguste faisant bâtir le port de Misène (à l’ouest). Les quatre continents sont représentés dans les quatre angles du plafond.

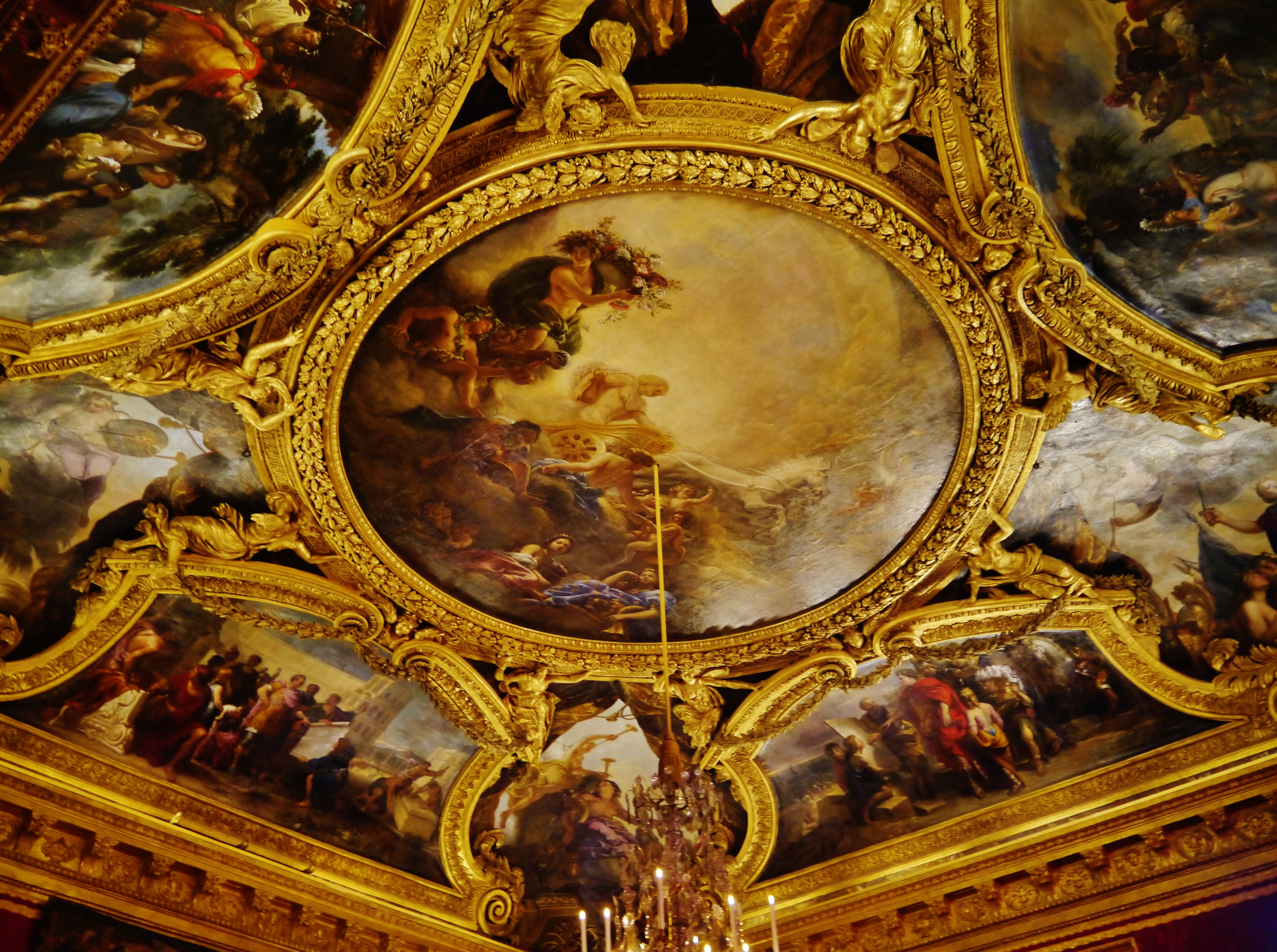
Plafond du salon d'Apollon

### Le trône d'argent de Louis XIV
À partir de l'installation du roi à Versailles le 6 mai 1682, le salon d'Apollon sert de salle du trône. Un trône orné de sculptures et de plaques d'argent, de 2,60 mètres de hauteur, était placé sur une estrade couverte d'un tapis persan à fils d'or, et surmonté d'un dais de brocart d'or dont on aperçoit encore les crochets. Réalisé par l'ébéniste des Gobelins Domenico Cucci, le trône est un assemblage de figures d'argent qui étaient entreposées au Garde-Meuble de la Couronne.

« Un trône d'argent de huit pieds de haut (...) Quatre enfants portant des corbeilles de fleurs soutiennent le siège et le dossier qui sont garnis de velours cramoisi avec une campane d'or en relief. Sur le haut du cintre que forme le dossier, Apollon est en pied, ayant une couronne de laurier sur la tête et tenant sa lyre ; la Justice et la Force sont assises sur les deux tournants. »

— Mercure galant, décembre 1682
En 1689, le roi ordonne la fonte de la grande argenterie (soit 200 pièces, représentant 20 tonnes d'argent massif), pour financer la guerre de la Ligue d'Augsbourg. Le mobilier d'argent avait été créé principalement par l'orfèvre parisien Claude Ballin. À la place du trône en argent massif, figure un fauteuil d'époque Louis XIV sur une estrade reconstituée.
Un bureau, de nombreux tabourets et six torchères complètent le mobilier du salon (trois chandeliers d'argent portés par des guéridons dorés à la feuille d'or ornés d'une femme drapée portant une corne d'abondance et trois chandeliers ornés d'un groupe d'enfants) réalisés par Pierre-Edme Babel et Toussaint Foliot. Les torchères faisaient partie d'un lot de 24 torchères réalisées à l'occasion du mariage du futur Louis XVI avec l'archiduchesse Marie-Antoinette d'Autriche pour la galerie des Glaces. Le salon d'Apollon présente les torchères originales alors que la galerie des Glaces expose des copies.

### Portrait de Louis XIV

Rigaud : Louis XIV en grand costume royal - 1701 - Paris, musée du Louvre

La cheminée était surmontée du portrait en pied de Louis XIV en costume royal, portant les insignes remis aux rois le jour de leur sacre. Peint en 1701 par Hyacinthe Rigaud afin d'illustrer le pouvoir du Roi et sa majesté naturelle, ce portrait est aujourd'hui conservé au Louvre. Une copie réalisée par Hyacinthe Rigaud lui-même remplace l'original dans le salon d'Apollon. Face au tableau, figure un portrait de Louis XVI.

### Autres peintures
Au-dessus de chaque porte, d'autres peintures sont visibles : Allégorie à la naissance de Louis XIV de Louis-Gabriel Blanchard et La renommée annonçant aux quatre parties du monde les merveilles du règne de Louis XIV de François Bonnemer.
Thomryris, reine des Scythes, fait plonger la tête de Cyrus dans un vase rempli de sang de Pierre Paul Rubens et quatre tableaux de Guido Reni consacrés à Hercule agrémentaient le salon : Enlèvement de Déjanire, Hercule tuant l'hydre de Lerne, Hercule et Acheloüs et Hercule sur le bûcher. Ces œuvres sont aujourd'hui exposées au Musée du Louvre.

## Le salon d'Apollon au cinéma
Le documentaire-fiction Versailles, le rêve d'un roi (2007) de Thierry Binisti qui retrace la construction de Versailles a été tourné dans des décors réels, dont le salon d'Apollon.